# Alexander Iwanowitsch Gorbow

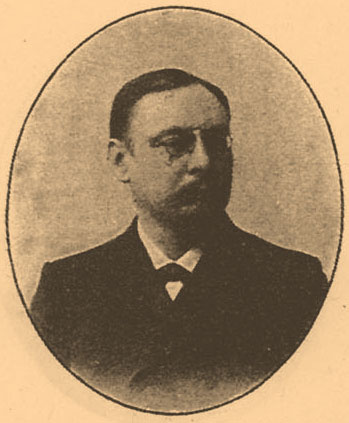
Alexander Iwanowitsch Gorbow

Alexander Iwanowitsch Gorbow (russisch Александр Иванович Горбов; * 11. Maijul. / 23. Mai 1859greg. in Moskau; † 26. Januar 1939 in Leningrad) war ein russisch-sowjetischer Chemiker und Hochschullehrer.

## Leben
Gorbow besuchte das Gymnasium in Orjol (Abschluss 1878 mit Goldmedaille) und studierte darauf an der Universität St. Petersburg in der Naturwissenschaftlichen Abteilung der Physikalisch-Mathematischen Fakultät. 1882 schloss er das Studium als Kandidat der Naturwissenschaften ab.
Gorbatow arbeitete 1881–1885 unter der Leitung des Chemikers Alexander Butlerow zunächst im Laboratorium der Universität und dann im Laboratorium der Akademie der Wissenschaften. Er erfand 1885 zusammen mit Alexander Kessler einen Apparat für fraktionierte Destillation unter vermindertem Druck. 1886 wurde er als Laborant in der Analyse-Abteilung der Technischen Chemie angestellt. Er stand in Kontakt mit Dmitri Iwanowitsch Mendelejew.
Ab 1894 leitete Gorbow das Chemische Laboratorium der Nikolai-Militär-Ingenieur-Akademie in St. Petersburg. Zusammen mit dem Elektroingenieur Wladimir Mitkewitsch projektierte und baute Gorbow 1906–1912 den ersten russischen elektrischen Versuchsofen für die Herstellung von Salpetersäure aus der Luft im elektrischen Lichtbogen (siehe Birkeland-Eyde-Verfahren), der als Gorbow-Mitkewitsch-Ofen bekannt wurde. Er war Vollmitglied der Russischen Physikalisch-Chemischen Gesellschaft. Im Ersten Weltkrieg beteiligte sich Gorbow an Iwan Woskressenskis Entwicklung eines Flammenwerfers im Petrogradwe Ischorski-Werk.
Nach der Oktoberrevolution lehrte Gorbow 1918–1924 als Professor im Laboratorium der Militär-Ingenieur-Akademie. Er war Vorsitzender des Sapropel-Komitees der Kommission für die Untersuchung der natürlichen Produktionskräfte.
Im Juli 1921 wurde Gorbow im Zusammenhang mit dem Taganzew-Prozess gegen den Geographen Wladimir Taganzew und mehr als 800 Petrograder Wissenschaftlern und Künstlern wegen angeblicher Zugehörigkeit zu einer monarchistischen Verschwörung verhaftet und im Oktober 1921 zu einem Jahr Lagerhaft verurteilt. Auf Antrag der Militär-Ingenieur-Akademie wurde er jedoch zur Sicherstellung des Unterrichts freigelassen. 1934 war er im Prozess gegen Angehörige einer angeblichen national-faschistischen Russischen Nationalpartei in Abwesenheit angeklagt.
Gorbow wurde postum rehabilitiert.